# Cerveja trapista

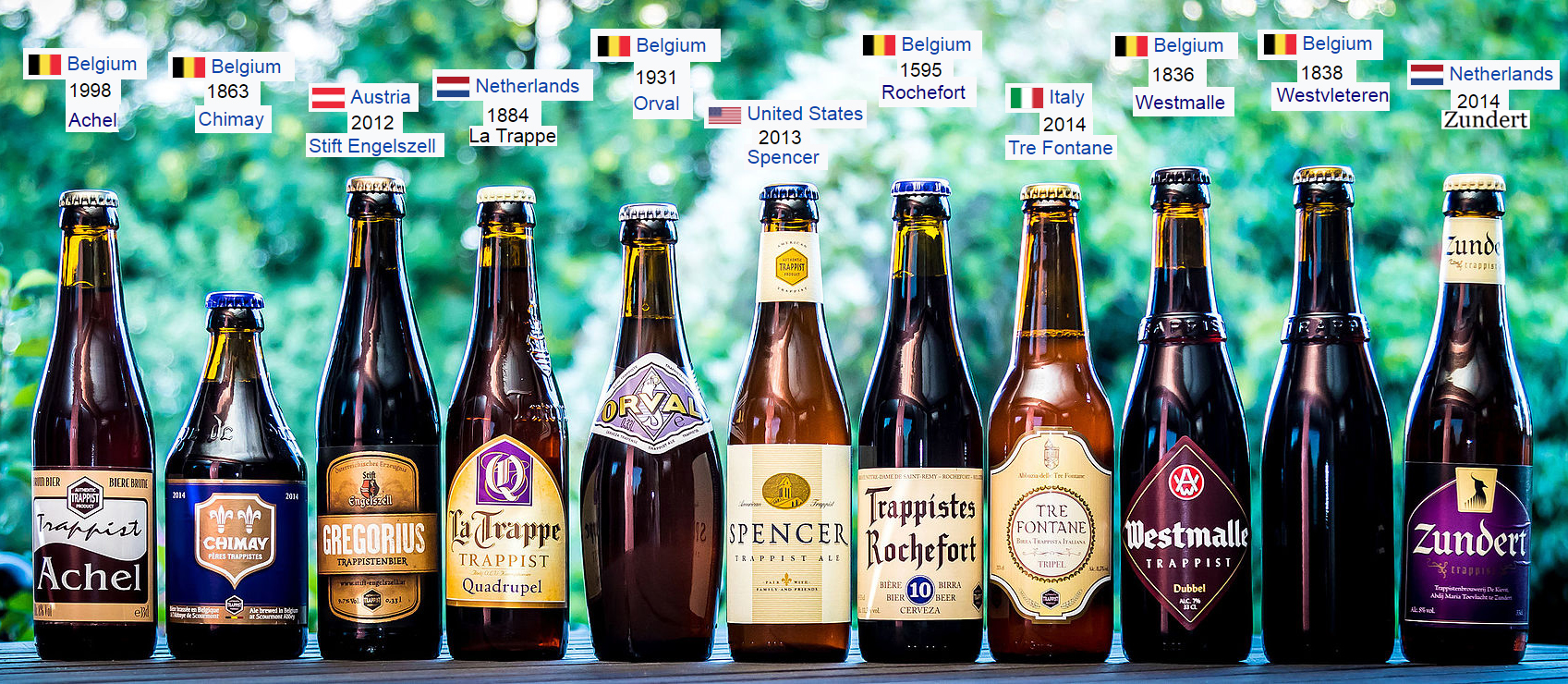
Cervejas com o selo Authentic Trappist Product: Achel, Chimay, Engelszell, La Trappe, Orval, Spencer, Rochefort, Tre Fontane, Westmalle, Westvleteren, e Zundert (não exibida na foto: Mount St Bernard Abbey)

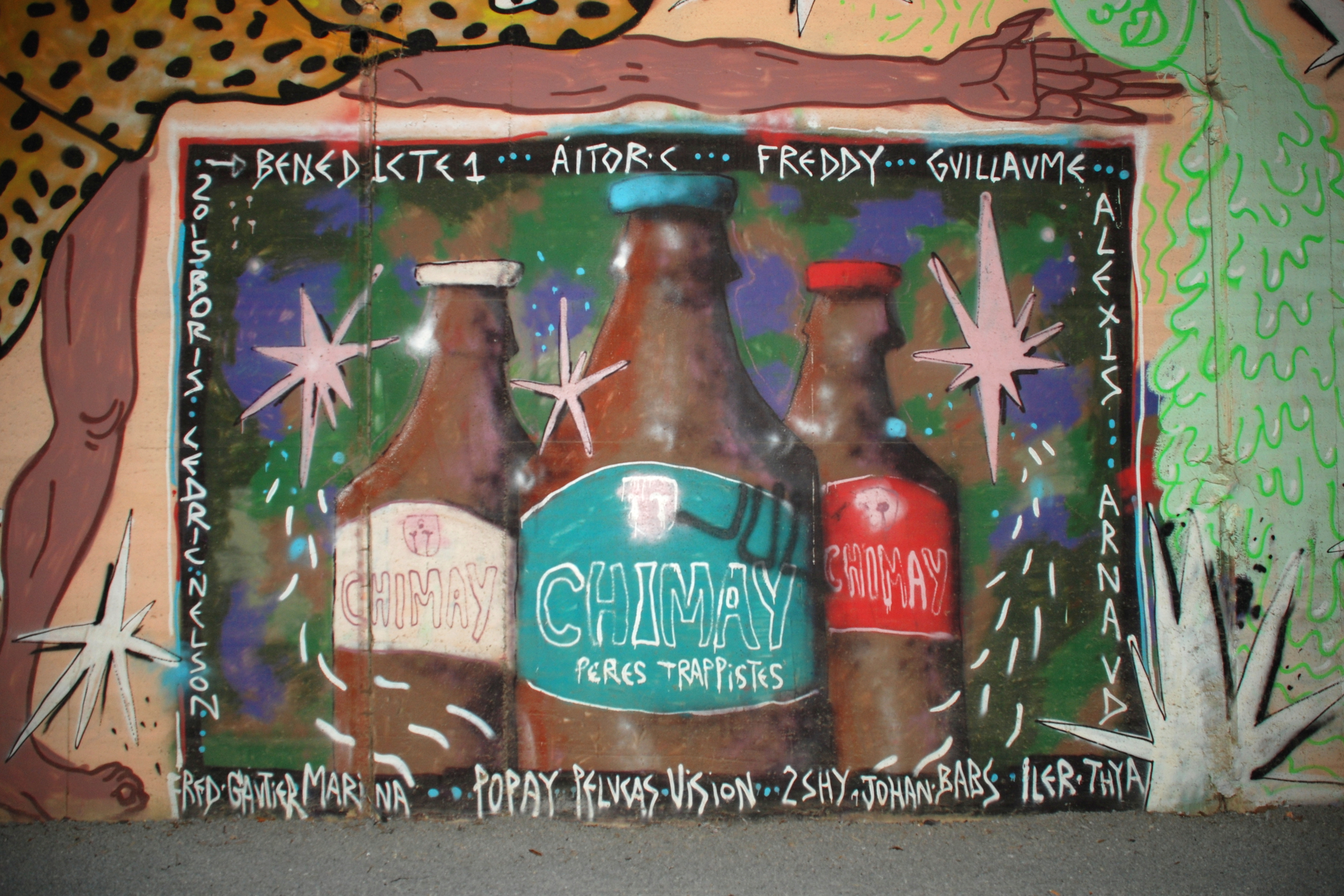
Garrafas de Chimay representadas num mural da estação de comboio Louvain-la-Neuve (Bélgica).

A cerveja trapista é um tipo de cerveja produzida sob a supervisão de monges da Ordem Trapista. Dos 171 mosteiros trapistas existentes no mundo apenas 12 (doze) são autorizados a marcar suas cervejas com o selo de autenticidade trapista, garantindo a origem monástica de sua produção. Esses onze monastérios estão assim distribuídos,
- seis na Bélgica: Rochefort (Namur), Achel, Orval, Westmalle, Vleteren Oester (Westvleteren, Chimay; sendo as principais cervejas Dubbel, Tripel, Quadrupel, Belgian Ale,
- dois na Holanda - Abadia de Koningshoeven - cerveja La Trappe, Abdij Maria Toevlucht (em Klein-Zundert)
- uma na Áustria - Engelszell
- uma nos Estados Unidos - St. Joseph’s Abbey (Spencer- Massachusetts)
- uma na Itália - Abadia das Três Fontes (Roma)
- uma na Inglaterra - Mount St Bernard Abbey (Tynt Meadow)

Existe ainda a cerveja Mont des Cats fabricada solidariamente pela Cervejaria Chimay para a abadia de Mont des Cats. No entanto por não ser fabricada dentro do próprio monastério não pode receber o selo ATP. O monastério também não tem planos de fazê-lo atualmente.
Em situação parecida com a Mont des Cats, existe a Cerveja Cardeña da Abadia de São Pedro de Cardeña, na Espanha, cuja cerveja é produzida off-site e também não pode receber o selo ATP.
Em Janeiro de 2021, a cervejaria Achel da Abadia de São Benedito em Hamont-Achel perdeu o selo ATP, uma vez que seu processo de produção não é mais supervisionado por monges on site. No entanto ainda é considerada uma cerveja trapista, uma vez que a Abadia de São Benedito está sob controle da Abadia de Westmalle e o abade da Westmalle visita semanalmente e supervisiona o processo de produção da Achel e outras atividades da abadia.

## História

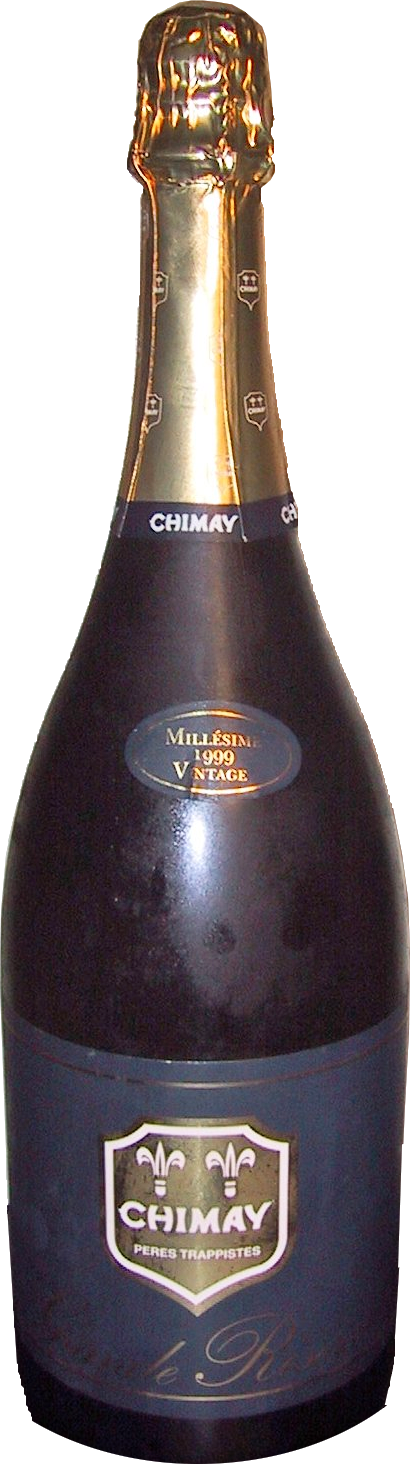
Chimay é uma das cervejas trapistas da Bélgica

A Ordem Católica Trapista se originou no monastério Cisterciense de La Trappe, na França. Diversas congregações Cisterciense existiram por vários anos, quando em 1664 o Abade de La Trappe sentiu que os Cistercienses estavam ficando muito liberais. Ele então introduziu novas regras estritas na abadia e assim nascia a Estrita Observância. Desde então, muitas dessas regras foram relaxadas. No entanto, um princípio fundamental de que os mosteiros devem ser autossustentáveis ainda é mantido por esses grupos.[carece de fontes?]

## Cervejas trapistas reconhecidas pela International Trappist Association
Em 1997, oito mosteiros trapistas - seis na Bélgica (Orval, Chimay, Westvleteren, Rochefort, Westmalle e Achel), um na Holanda (Koningshoeven) e um na Alemanha (Mariawald) - fundaram a International Trappist Association ITA (Associação Trapista Internacional) para evitar que empresas comerciais não-trapistas abusassem do nome Trappist (trapista).
Em Janeiro de 2021, treze monastérios trapistas membros do ITA possuíam cervejas sob seu nome — cinco na Bélgica, dois na Holanda, um na Áustria, Itália, França, Espanha e Estados Unidos cada.

### Selo Authentic Trappist Product (ATP)
Esta associação privada criou o logotipo "Authentic Trappist Product" que é atribuído aos produtos (queijo, cerveja, vinho, geléia, etc.) que respeitem critérios de produção precisos. Para as cervejas, os critérios são os seguintes:
- A cerveja deve ser fabricada dentro dos muros de um mosteiro trapista, pelos próprios monges ou sob sua supervisão.
- A cervejaria tem de ser de importância secundária dentro do mosteiro e deve seguir práticas de negócios adequada para o modo de vida monástico.
- A cervejaria não se destina a ser um empreendimento lucrativo. A renda deve cobrir o custo de vida dos monges e a manutenção dos edifícios e terrenos do mosteiro. O que quer que sobre deve ser doado a instituições de caridade para o trabalho social e para o auxílio de pessoas necessitadas.
- Cervejarias trapistas são constantemente monitoradas para garantir a qualidade irrepreensível das suas cervejas.

### Lista de cervejarias Trapistas
Existem atualmente quatorze cervejarias que produzem cervejas trapistas, onze das quais possuem permissão de exibir o selo de Produto Trapista Autêntico (Authentic Trappist Product) em seus produtos:
| Cervejaria                                                   | Localidade     | Aberta | Produção Anual (2004)             |
| ------------------------------------------------------------ | -------------- | ------ | --------------------------------- |
| Brasserie de Rochefort                                       | Bélgica        | 1595   | 18 000 hectolitros (1 800 000 L)  |
| Brouwerij der Trappisten van Westmalle                       | Bélgica        | 1836   | 120 000 hL (12 000 000 L)         |
| Brouwerij Westvleteren/St Sixtus                             | Bélgica        | 1838   | 4 750 hL (480 000 L)              |
| Bières de Chimay                                             | Bélgica        | 1863   | 123 000 hL (12 000 000 L)         |
| Brasserie d'Orval                                            | Bélgica        | 1931   | 45 000 hL (4 500 000 L)           |
| Brouwerij der Sint-Benedictusabdij de Achelse Kluis (Achel)‡ | Bélgica        | 1998   | 4 500 hL (450 000 L) (não ATP)    |
| Brouwerij de Koningshoeven (La Trappe)‡‡                     | Países Baixos  | 1884   | 145 000 hL (15 000 000 L)         |
| Brouwerij Abdij Maria Toevlucht (Zundert)                    | Países Baixos  | 2014   | 5 000 hL (500 000 L)              |
| Stift Engelszell                                             | Áustria        | 2012   | 2 000 hL (200 000 L) (capacidade) |
| St. Joseph’s Abbey                                           | Estados Unidos | 2013   | 4 694 hL (470 000 L) (estimado)   |
| Tre Fontane Abbey                                            | Itália         | 2014   | 2 000 hL (200 000 L) (capacidade) |
| Mount St Bernard Abbey (Tynt Meadow)                         | Reino Unido    | 2018   | 2 000 hL (200 000 L)              |
| Mont des Cats                                                | França         | 1826   | N/A (não ATP)                     |
| Cerveza Cardeña Trappist                                     | Espanha        | 2016   | N/A (não ATP)                     |

‡ — O reconhecimento da cervejaria Achel foi suspenso em 2021.

‡‡ — O reconhecimento da cervejaria La Trappe foi suspenso entre 1999 e 2005.

## Cerveja de Abadia
A designação "cervejas de abadia" (Bières d'Abbaye ou Abdijbier) foi originalmente concebida por cervejarias belgas para qualquer cerveja monástica ou de estilo monástico não produzida em um mosteiro real. Após a introdução da designação oficial de cerveja trapista pela ITA em 1997, passou a significar produtos semelhantes em estilo ou apresentação às cervejas monásticas. Em outras palavras, uma cerveja Abbey pode ser:
- Produzido por um mosteiro não trapista, por exemplo, Cisterciense, Beneditino; ou
- produzido por uma cervejaria comercial sob um acordo com um mosteiro existente; ou
- marcado com o nome de uma abadia extinta ou fictícia por um cervejeiro comercial; ou
- recebeu uma marca vagamente monástica, sem mencionar especificamente o mosteiro, por um cervejeiro comercial.